# John Handy
Pour les articles homonymes, voir Handy.
John Handy est un musicien américain, né le 3 février 1933 à Dallas, Texas. Saxophoniste de jazz, il accompagne Charles Mingus avant de former son quintette et d'enregistrer en tant que leader. Handy enseigne la musique dans plusieurs universités californiennes.

## Biographie

### Jeunesse et formation
John Handy naît à Dallas en 1933. Plusieurs membres de sa famille pratiquent la musique en amateur et, à l'âge de douze ans, il apprend la clarinette en autodidacte. L'un de ses professeurs l'encourage à consulter un manuel afin d'apprendre le solfège. Il rejoint l'orchestre de l'école et découvre l'improvisation dans des groupes de swing formés avec des camarades. Alors qu'il est âgé de 15 ans, sa famille s'établit en Californie. John Handy adopte le saxophone, joue dans plusieurs groupes et participe à des jam sessions. Il étudie la théorie musicale à l'université d'État de San Francisco. Il joue dans le big band de Gerald Wilson et enregistre avec le guitariste de blues Lowell Fulson,.

### Carrière de musicien
John Handy s'installe à New York en 1958 et est engagé par Charles Mingus. Le saxophoniste participe à l'enregistrement de plusieurs de ses disques, notamment Mingus Ah Um en 1959, et ses prestations sont remarquées par les critiques musicaux. Au début des années 1960, il enregistre plusieurs albums en tant que leader pour le label Roulette Records. Il retourne à San Francisco en 1962. En 1965, il se produit au Monterey Jazz Festival avec son quintette. Handy est accompagné par le bassiste Don Thompson (en), le batteur Terry Clarke, le guitariste Jerry Hahn et le violoniste Michael White (en). Par la suite, son groupe comprend le pianiste Mike Nock et une section rythmique composée de Bruce Cale (en) et Larry Hancock. À la fin des années 1960, il enregistre plusieurs albums pour Columbia Records. Le saxophoniste se produit également en solo. En 1970, il compose son Concerto for Jazz Soloist and Orchestra, qu'il interprète avec différentes formations, dont l'orchestre symphonique de San Francisco (San Francisco Symphony),.
Le musicien cherche à toucher un public plus large et y parvient en 1976 avec un disque au ton plus commercial, intitulé Hard Work, dont les ventes approchent les 500 000 exemplaires. En 1979, John Handy part en tournée avec le groupe Mingus Dynasty, formé après la mort de Charles Mingus par des musiciens l'ayant accompagné. Il voyage en Inde et se produit avec des artistes locaux. Il accompagne notamment le sitariste Ravi Shankar au sein d'un orchestre de trente musiciens. Au cours des années 1980, il fonde John Handy with Class, une formation comportant une section rythmique et trois chanteuses / violonistes,.

### Enseignement
À partir de 1968, il enseigne la musique dans plusieurs établissements, dont l'université d'État de San Francisco, l'université Stanford et l'université de Californie à Berkeley,.

## Engagements
Au cours des années 1960, Handy s'engage dans le mouvement des droits civiques. En 1963, il participe à la marche vers Washington. Le saxophoniste pratique la désobéissance civile et est arrêté. Il fonde le Freedom Band, formation avec laquelle il se produit lors de soirées caritatives.

## Style musical et influences
Durant son enfance, John Handy joue de la clarinette et considère Artie Shaw comme l'un de ses « héros ». Il essaie d'imiter Louis Jordan, bien que celui-ci joue du saxophone (« I tried to play clarinet like he played alto saxophone »). Plus tard, les jam sessions lui permettent de côtoyer des musiciens comme Paul Gonsalves, saxophoniste dans l'orchestre de Duke Ellington. Selon Handy, le jeu de Gonsalves lui a permis de découvrir les possibilités de l'instrument (« It was Gonsalves who showed me what the saxophone could be. »). Il reconnaît également l'influence de Charlie Parker.

## Discographie

### En tant qu'accompagnateur

#### Avec Charles Mingus
- 1959 : Jazz Portraits: Mingus in Wonderland (United Artists)
- 1959 : Mingus Ah Um (Columbia)
- 1959 : Mingus Dynasty (Columbia)
- 1960 : Blues & Roots (Atlantic)
- 1964 : Right Now: Live at the Jazz Workshop (Fantasy)

### En tant que leader

#### Albums
- 1959 : In the Vernacular (Roulette)
- 1960 : No Coast Jazz (Roulette)
- 1962 : Jazz (Roulette)
- 1965 : Live at the Monterey Jazz Festival (Columbia)
- 1966 : John Handy (Columbia)
- 1966 : The 2nd John Handy Album (Columbia)
- 1967 : Quote Unquote (Roulette)
- 1967 : New View! (Columbia)
- 1968 : Projections (Columbia)